# جان باتيست شافان (مهندس زراعي)
جان باتيست شافان (بالإنجليزية: Jean-Baptiste Chavannes) هو مهندس زراعي ولد في عام 1947 في هايتي، وهو مؤسس حركة الفلاحين في باباي، قضى شافان أكثر من ثلاثة عقود في تدريب عشرات الآلاف من المزارعين لاستخدام أنظمة الري الموفرة للمياه والأسمدة الطبيعية ومبيدات الآفات، وتقنيات الوقاية من التآكل. كما أنه قاتل من أجل العدالة القانونية والاقتصادية لريفيي هايتي.

## السيرة الشخصية
أسس شافان حركة الفلاحين في باباي (MPP) في عام 1973 وأصبحت واحدة من أكثر حركات الفلاحة البيئية فاعلية في تاريخ هايتي ونجحت في تعزيز التنمية الاقتصادية وحماية البيئة. وقام جان بابتيست بعمله على الرغم من المناخ السياسي المتقلب في هايتي. ونجا من عدة محاولات اغتيال، وأجبر على ترك البلاد من 1993 إلى 1994.

## الجوائز
حصل شافان على جائزة غولدمان البيئيه في عام 2005 عن عمله في حماية الغابات.